# Mesene
Genre
Mesene est un genre d'insectes lépidoptères de la famille des Riodinidae qui résident en Amérique du Sud.

## Dénomination
Le nom Mesene leur a été donné par Edward Doubleday en 1847.

## Liste des espèces
- Mesene babosa Hall & Willmott, 1995; présent en  Équateur
- Mesene bomilcar (Stoll, 1790); présent en Guyane, en Guyana et au Surinam
- Mesene celetes Bates, 1868; présent au Venezuela et au Brésil
- Mesene citrinella Hall & Willmott, 1995; présent en  Équateur, en Colombie et au Brésil
- Mesene croceella Bates, 1865; présent  au Mexique et au Costa Rica.
- Mesene cyneas (Hewitson, 1874); présent au Brésil, en  Équateur et au Pérou.
- Mesene epaphus (Stoll, 1780); présent en Guyane, en Guyana, au Surinam et au Brésil
- Mesene florus (Fabricius, 1793); présent au Brésil
- Mesene hyale C. & R. Felder, 1865; présent en Colombie
- Mesene ingrumaensis Callaghan & Salazar, 1999; présent en Colombie
- Mesene leucophrys Bates, 1868; présent au Surinam au Brésil et au Pérou.
- Mesene leucopus Godman & Salvin, [1886]; présent au Guatemala
- Mesene margaretta (White, 1843); présent  au Mexique, en Colombie, en Bolivie et au Venezuela.
- Mesene monostigma (Erichson, [1849]); présent en Guyane, en Guyana, au Surinam, au Venezuela et au Brésil
- Mesene mygdon Schaus, 1913; présent au Costa Rica et à Panama.
- Mesene nepticula Möschler, 1877; présent en Guyane, en Guyana, au Surinam, en  Équateur, en Colombie et au Brésil
- Mesene nola Herrich-Schäffer, [1853]; présent au Surinam, en  Équateur, en Bolivie et au Brésil
- Mesene paraena Bates, 1868; présent au Brésil
- Mesene patawa Brévignon, 1995; présent en Guyane
- Mesene phareus (Cramer, [1777]); présent  au Mexique, en Colombie, en Guyane, en Guyana, au Surinam au Brésil et au Pérou.
- Mesene philonis Hewitson, 1874; présent au Brésil
- Mesene pyrippe Hewitson, 1874; présent au Brésil
- Mesene sardonyx Stichel, 1910; présent en Colombie
- Mesene silaris Godman & Salvin, 1878; présent en Guyane, en Guyana, au Surinam, en  Équateur, au Venezuela  au Guatemala et au Pérou.
- Mesene simplex Bates, 1868; présent au Brésil
- Mesene veleda Stichel, 1923; présent au Brésil

### Source
- Mesene sur funet